# Rodrigo Báez
Rodrigo Daniel Báez Acosta (* 23. November 1994 in Asunción) ist ein ehemaliger paraguayischer Fußballspieler, der bei Vereinen in Paraguay und in Chile spielte.

## Karriere
Im Januar 2012 unterschrieb Báez im Alter von 17 Jahren einen Fünfjahresvertrag beim chilenischen Verein CSD Colo-Colo, der 50 % seiner Transferrechte für 250.000 US-Dollar erwarb. Zwei Wochen später kehrte er leihweise zu Deportivo Capiatá zurück, um sein Studium abzuschließen. Nach seiner Rückkehr zu Colo-Colo im Dezember 2012 wurde er 2014 an Deportes La Serena verliehen, wo er die gesamte Saison 2014/15 bestritt. 2015 trainierte er zunächst mit dem ersten Team von Colo-Colo, wurde aber erneut verliehen – erst zu Deportivo Santaní, später zu Deportes Iberia. Im Juli 2016 wechselte er endgültig nach Paraguay zu Sol de América. In den folgenden Jahren spielte er für verschiedene Vereine in seinem Heimatland, darunter Fernando de la Mora, San Lorenzo, Sportivo Ameliano, Fulgencio Yegross und Atlético Colegiales. Im März 2024 schloss er sich dem Club 29 de Setiembre an.